# Animal social

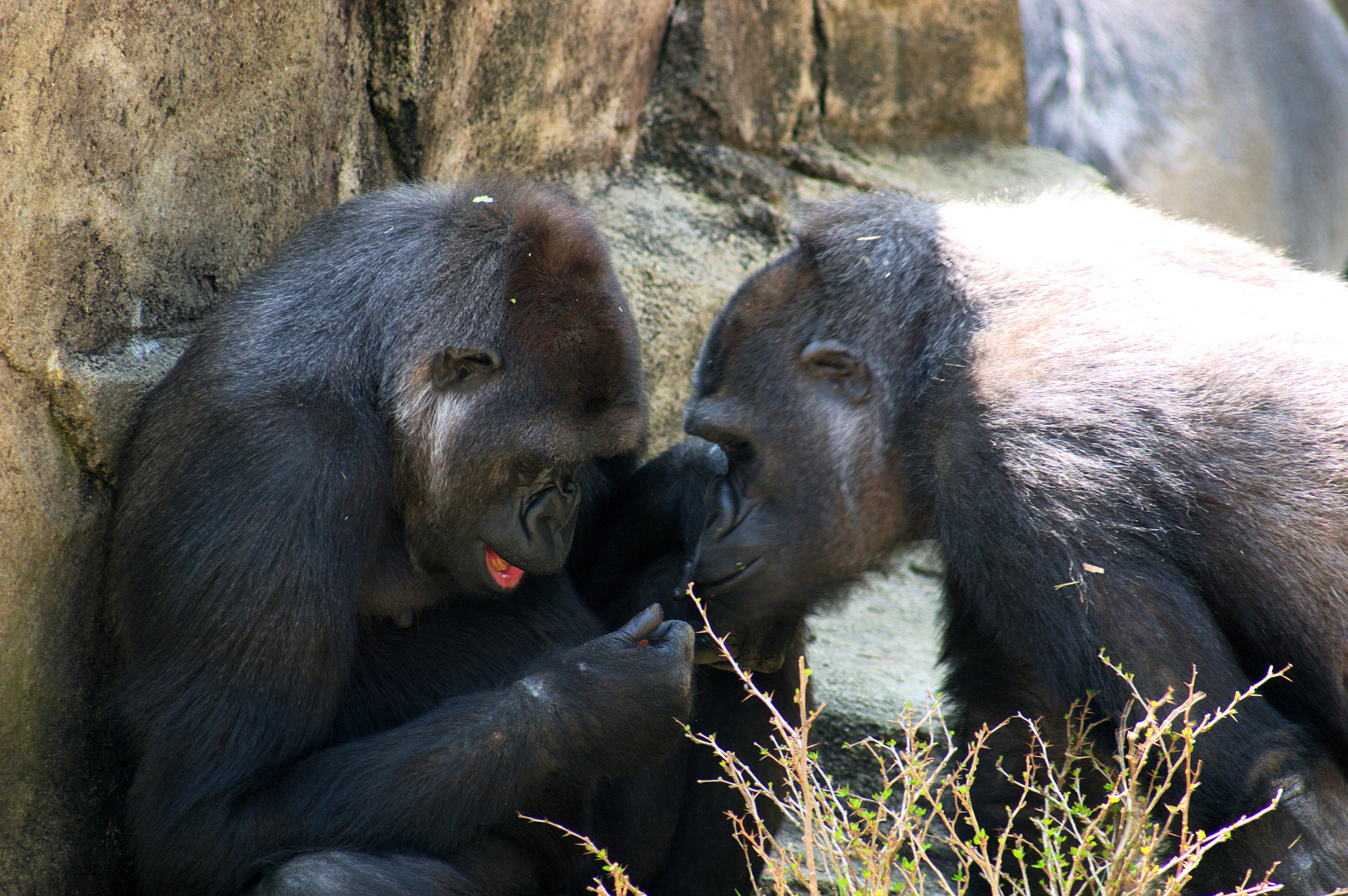
Gorilas e outros primatas são reconhecidos por terem estruturas sociais complexas semelhantes.

Animais sociais podem ser definidos como organismos que exibem interações diversas com outros membros da sua espécie, ao ponto de chegar a ter uma sociedade distinta e reconhecível. Animais como as abelhas, formigas, lobos, gorilas, podem ser conhecidos como animais sociáveis, assim como outras espécies.
Ao iniciar uma vida em sociedade, os indivíduos deste grupo vão criar relações cooperativas que podem ser desde interações que se limitam ao encontro para reprodução até aquelas espécies chamadas de eussociais. Por mais que os grupos organizados em sociedade possuem divisão de tarefas e cada ser tem uma função específica a desempenhar, com o objetivo de criar uma organização de tarefas de forma que todos trabalhem de forma cooperativa para o sucesso do grupo, esse tipo de comportamento pode apresentar interações que terão tanto benefícios para a sobrevivência da espécie e do indivíduo, assim como, custos para os mesmos. Assim, os benefícios que um convívio em sociedade apresentará podem ser uma melhor proteção contra predadores, auxilio de outros indivíduos para tratar de patógenos, oportunidades para outros machos, que não o dominante, para acasalar com as fêmeas, melhores chances para a obtenção e localização de alimentos. Mas, adjunto dos benefícios, virão os custos, que vêm a ser competições interespecíficas, seja uma competição por alimento, reprodução ou abrigo, esse convívio em grupo também pode atrair atenção de predadores, risco de contágio de doenças será maior, pode existir também casos de canibalismo.
A vida em sociedade é considerada por alguns estudiosos como uma grande conquista da evolução orgânica. As sociedades de insetos são muitas vezes chamadas de superorganismos porque exibem tantos fenômenos sociais que são comparados às propriedades fisiológicas e as relações dos órgãos e tecidos. Cada colônia tem uma forte integração entre o sistema de comunicação e a divisão de trabalho.

## Comportamento de ajuda
Animais com convívio em grupo possuem grandes chances de exibirem ações de ajuda a outro individuo do grupo. Esse tipo de comportamento pode ter diferentes compensações para os participantes desta ação de ajuda, onde uma ação pode ser benéfica para todos os ajudantes, sendo assim um caso de mutualismo, podendo ser uma cooperação para obtenção de comida, ou proteção em grupo de algum predador. Podem ocorrer casos também em que um macho que perdeu seu domínio sobre seu grupo continuar cooperando para que possa ter uma chance de poder voltar a ser o macho alfa e de se reproduzir, um caso de altruísmo facultativo.

## Reciprocidade e Altruísmo
A reciprocidade, também conhecida como altruísmo recíproco, consiste em um comportamento onde indivíduos de uma população que receberam ajuda, eventualmente, tendem a retornar os favores que obtiveram. Se um custo inicial de ajuda for modesto e o benefício ao receber a troca de favor for maior, a seleção favorece o gesto inicial. Entretanto, este não é um comportamento comumente encontrado nos animais, pois uma população pode ficar suscetível a possuir indivíduos que buscam por essas ajudas, mas que não tende a apresentar o ato de reciprocidade e realizar um favor de volta.
O comportamento de reciprocidade foi notado em papa-moscas-pretos (Ficedula hypoleuca), onde um casal estava sendo atacado por uma ave predadora desta espécie e outro casal foi em auxilio deste caso, pois o casal que estava sendo atacado havia os ajudado contra um ataque.
Entretanto existe um comportamento chamado de altruísmo, neste, diferente do caso de reciprocidade, o indivíduo perde por completo oportunidades de reprodução para ajudar outro indivíduo, sem receber nada em troca. W. D. Hamilton, um biólogo evolucionista, buscando explicar o porquê de animais deixarem oportunidades de se reproduzirem para auxiliar um indivíduo geneticamente similar (parente), baseou-se na questão de que o objetivo inconsciente de passar adiante os alelos para as próximas gerações, explica-se com a probabilidade de um de seus alelos está presente naquele parente, já que ambos possuem o mesmo ancestral comum recente, sendo assim, ocorre de forma indireta a propagação dos alelos.

## Neurologia e comportamento animal

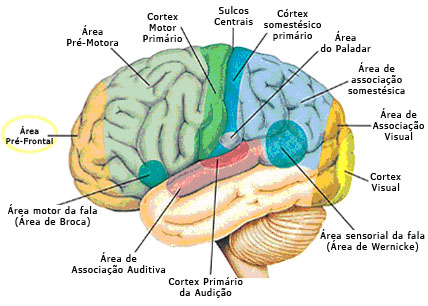
Separações do encéfalo com algumas regiões representadas pelas suas principais funções

Com o avanço do campo cognitivo social na neurociência veio o interesse no estudo social do comportamento correlacionado com o cérebro para se compreender o que ocorre com o individuo em uma situação social. Também se tem o debate de qual região do cérebro é responsável pelo comportamento social, alguns dizem que a área do sulco parasingular no lobo pré-frontal mediano do córtex é ativado quando um está pensando no motivo ou observa o outro, um significado para se poder entender o mundo social e o comportamento.
O lobo pré-frontal mediano vem tendo sua ativação associado com a cognição social. Pesquisas realizadas com macacos descobriram que a amigdala, região conhecida por estar relacionada com as emoções do medo, por reconhecer expressões faciais de medo e coordenação de respostas ao perigo, é ativada especialmente quando esses estão em uma situação social que nunca estiveram antes, está região do cérebro mostra ser sensível ao medo em situações sociais diferentes o que vai gerar a inibição da interação social
Outra forma de estudar regiões do cérebro que poderiam estar ligadas ao comportamento social é feito com pacientes que sofreram algum tipo de lesão/trauma craniano que levou a uma mudança social de seus atos. Como em indivíduos que sofreram uma lesão no lobo pré-frontal do córtex quando adultos pode afetar as funções do comportamento social e quando essa lesão ou uma disfunção acontece cedo ou no período da “infância”, o desenvolvimento da própria moral e do comportamento social é afetado se tornando atípico.

### Hormônios esteroides

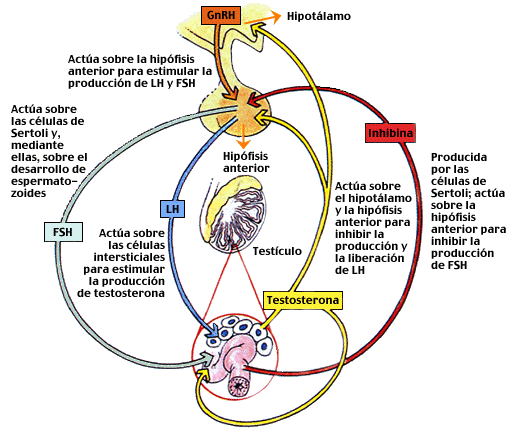
Alguns hormônios esteroides (hormônios sexuais) e seus caminhos juntamente com as alças de feedback

Estudos ao longo dos anos tem feito uma associação entre os hormônios andrógenos e os comportamentos agressivos e sexuais em machos vertebrados. Estudos, feitos pelo Simon em 2002 e Oliveira em 2004, também mostraram que esses hormônios não são nem necessários nem suficientes para se ter a expressão do comportamento social, eles somente aumentam a possibilidade da expressão deste, servindo como um modulador da via neural como um facilitador do comportamento. Além disso, evidências acumuladas das últimas duas décadas revela que os hormônios andrógenos respondem ao ambiente social como em invasões de território e interações sexuais com a parceira, o que foi mostrado por estudos feitos por Wingfield et al. em 1990 e Oliveira em 2004. Dessa forma os andrógenos não só respondem ao comportamento como também pode afeta-lo, de modo a aumenta-lo ou diminui-lo.
Essa reciprocidade que ocorre entre os andrógenos e o comportamento traz o modelo reciproco, que foi testado pelos pesquisadores Mazur em 1976 e Leshner em 1979, em que o feedback do comportamento no sistema endócrino é interpretado e integrado a resposta do organismo e altera a expressão nas interações subsequentes. Depois esse modelo foi expandido para um contexto comparativo e renomeado como “o desafio de hipóteses” por John Wingfield em 1990, 1999 e 2000, os quais estressaram diferentes componentes no sistema de acasalamento na questão de resposta pelos andrógenos em um desafio social.
Nessa modulação social dos andrógenos pode ser visto como um mecanismo para ajustar os andrógenos-dependentes presentes no comportamento. De acordo com isso, situações sociais em que o indivíduo é exposto e/ou faz parte, tem-se a influência nos níveis dos hormônios andrógenos que em troca modula os níveis dos mecanismos de percepção, motivacional e cognitivo que na sequência afeta o comportamento. Essa resposta está presente em todos as classes de vertebrados e a presença desses hormônios variam em que os ganhadores possuem um alto nível, o que permite a liderança deles em um grupo como o de gorilas, já os perdedores possuem um baixo nível.
Nas sociedades, como a de macacos que possuem seus subordinados, a diminuição de testosterona pelos machos subordinados ou até “perdedores” os encoraja a se retirar de uma interação subsequente, assim evitando futuros custos.

### Comportamento de estresse
Outro fator bastante discutido dentro das sociedades é o estresse dos indivíduos que se torna relativo, pois existem evidências de animais subordinados que são mais estressados e evidências de dominantes que são mais estressados, então qual seria realmente o mais estressado?
Essa questão depende de vários fatores como o tamanho do grupo em que vivem, o local onde habitam pois se for quente, por exemplo, o metabolismo de todos podem vir a aumentar tendo, assim, maior quantidade de cortisol no sangue e todos ficam estressados, se o local tem abundância ou não e muitos outros fatores que devem ser levados em consideração para se determinar se determinado indivíduo ou até mesmo grupo em si está tendo um comportamento que indica estresse.
Também existem fatores que pode levar o animal a desenvolver um estresse crônico o qual decorre de uma preparação diária para uma situação de estresse que pode ocorrer ou nunca vir a acontecer. Isso leva a um aumento de glicose circulante, pois o animal fica constantemente em alerta, cortisol e outros acontecimentos que quebram a homeostase.
Além disso, o estresse crônico pode levar a uma sobrecarga energética e a uma exaustão dos sistemas uma vez que em certos momentos do dia o animal se prepara para receber aquela situação de tensão/alerta a qual pode ocorrer ou não, porém ao fim o organismo do indivíduo tem que voltar a homeostase o que leva a todo um processo. Tudo isso leva a um cansaço muito grande daquele bicho.

### Oxitocina e vasopressina
Tem se formado a hipótese de que a vasopressina e a oxitocina provavelmente influenciam o mecanismo de emoção básico, que regula a interação social e a aversão social. De acordo com essa hipótese, a oxitocina agiria na via parassimpática do cérebro, estimulando a ação social, enquanto a vasopressina agiria na via simpática do cérebro, estimulando o isolamento social e/ou a agressão. Alguns resultados empíricos dão suporte a essa teoria. Um exemplo seria o estudo de Thompson & Walton realizados em 2004, em que são realizados centros de infusão da vasopressina em peixes dourados (Carassius auratus) e se percebe uma inibição social, porém quando administrado antagonistas da vasopressina é percebido uma estimulação na interação social.

#### Arganaz-das-pradarias

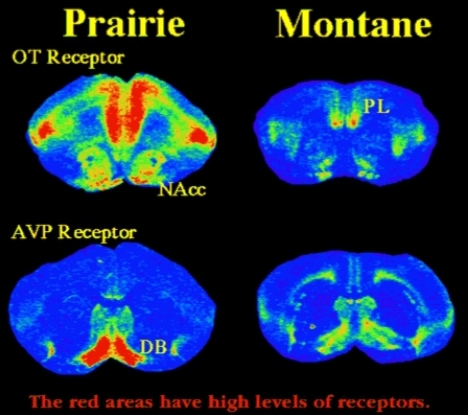
Concentração de receptores de ocitocina (em cima) e vasopressina (em baixo) no cérebro de arganazes-de-padraria e arganazes-da-montanha

Pesquisas são realizadas para investigar o que ocorre com o corpo em um momento correlacionando com o neural. Uma dessas pesquisas são as feitas com os arganazes em que se tem a investigação dos hormônios e a socialidade que estes teriam, pois os arganazes-das-pradarias são monogâmicos, sociáveis e apresentam um bom cuidado parental enquanto os arganazes-dos-prados são poligâmicos, só fazem contato social quando necessário, como no período do acasalamento, os machos não tem nenhum tipo de cuidado parental e as fêmeas ficam com os filhotes por pouco tempo, ou seja, apresentam diferenças consideráveis.
A vasopressina é um hormônio liberado pela hipófise tendo o papel na afiliação de ratos jovens e sendo associado ao comportamento fraternal em arganaz-das-pradarias.
Ocitocina também tem sido relaciona ao comportamento mais social, suas elevações têm mostrado um grande potencial para elevar a socialidade do indivíduo e/ou da espécie, que talvez seria suprida devido ao estresse. Desse modo, os níveis desse hormônio teriam um papel na intervenção de desordens que estariam relacionadas ao comportamento social atípico.
Pesquisas realizadas com arganazes-das-padrarias e arganazes-dos-prados mostraram que os primeiros possuíam maiores níveis de ocitocina e por causa disso eram mais sociáveis que os arganazes-dos-prados, os quais apresentavam baixos níveis de ocitocina e se mostravam menos sociais, tendo contato com outros arganazes-dos-prados no período do acasalamento e em briga por território. Enquanto os arganazes-das-padrarias mostravam uma boa interação social, formação de casal que perdurava para toda a vida e ótimo cuidado parental.

#### Hormônios de reconhecimento social
Animais sociais talvez tenham a vantagem de viver em grupos organizados em uma complexa relação de trabalho relacionado ou não com o indivíduo. Para garantir o sucesso do grupo o reconhecimento e cooperação entre os indivíduos se torna necessário. Reconhecimento individual ou de diferentes classes é ao mesmo tempo a base e a consequência da interação entre eles, além de requerer consolidação da memória de interações passadas.
A questão da vasopressina e da oxitocina na formação de memorias sociais, que seria o processo de aprender a distinguir um indivíduo familiar de um não familiar, vem sendo estudado em laboratório de roedores e revisado por Lim e Young em 2006. Em ratos o reconhecimento social pode ser medido pela duração em que um indivíduo cheira o outro em que, normalmente, para aqueles que não são familiares essa ação de cheirar dura mais tempo do que duraria para aqueles que são familiares.

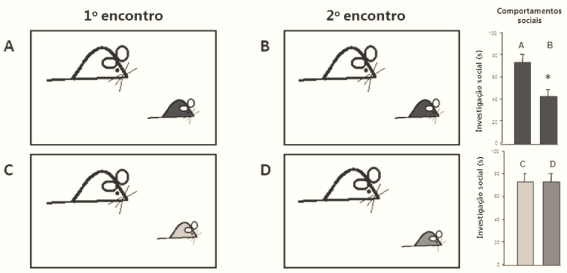
Gráfico que mostra o tempo que os ratos passam fazendo uma investigação social de cada um a cada encontro

O envolvimento de oxitocina na formação de memorias foi primeiramente mostrado por Dantzer et al. (1987) que foram recentemente confirmados por estudos em ratos com os genes de oxitocina bloqueados. Estes experimentos mostraram que sem esse hormônio não se tem o olfatório prejudicado e nem déficit no aprendizado e memória mesmo que eles falhem em apresentar determinados comportamentos que indicam o reconhecimento familiar ainda que ocorra encontros repetitivos. A demonstração de que esse tipo de aprendizado social é de fato dependente da oxitocina é relativamente forte, testado em um experimento realizado por Ferguson et al. entre 2001-2002: uma única oxitocina no tratamento da deficiência deste hormônio antes de uma interação social é suficiente para restaurar o ultimo reconhecimento da interação com outro indivíduo.
Além do laboratório de roedores, o envolvimento da oxitocina no reconhecimento social tem sido apresentado em ovelhas e em arganazes-das-padrarias (roedor do tamanho de esquilos) são monogâmicos. Nos arganazes a oxitocina é importante para o reconhecimento de seu parceiro e formação do vínculo entre eles, teste feito por Young & Wang em 2004. Recentemente vem sendo mostrado a importância desse hormônio no reconhecimento social em humanos. Os receptores intra-nasais de oxitocina aumentam a capacidade reconhecer as faces, mas sem efeito na memorização de estímulos não sociais, teoria testada por Rimmele et al. em 2009.
O envolvimento da vasopressina na formação da memória social foi achado primeiramente em ratos Brattelboro que possuem deficiência de vasopressina e possuem um confuso reconhecimento facial que foi mostrada por Feifel et al. Em 2009. Desse modo, a vasopressina parece estar relacionada com o reconhecimento social em ratos. Em uma pesquisa feita por Bielsky em 2004-2005 mostrou que para os machos os quais não possuem mutação com o receptor V1aR, receptor de vasopressina que possui implicação no reconhecimento individual, impede uma profunda imparidade do reconhecimento social. De fato, uma grande expressão desse receptor faz potencialização do reconhecimento social, enquanto o déficit desse receptor causa confusão social.
Com esses resultados é possível sugerir que a vasopressina age no septo lateral desempenhando um papel critico no reconhecimento social por meio do olfato.

### Hormônios e o vínculo social
O reconhecimento permite os animais estabelecer relações preferenciais com indivíduos escolhidos pelos seus grupos. A emergência de um vínculo social depende de expressar a preferência com indivíduos específicos, que façam parte de tipos específicos do comportamento social, como o cuidado parental e parceiros amoroso(s).
A formação e a manutenção desses pares é um bom exemplo de cooperação entre dois seres não relacionados, assim como eles se beneficiarão da tolerância e suporte entre eles.

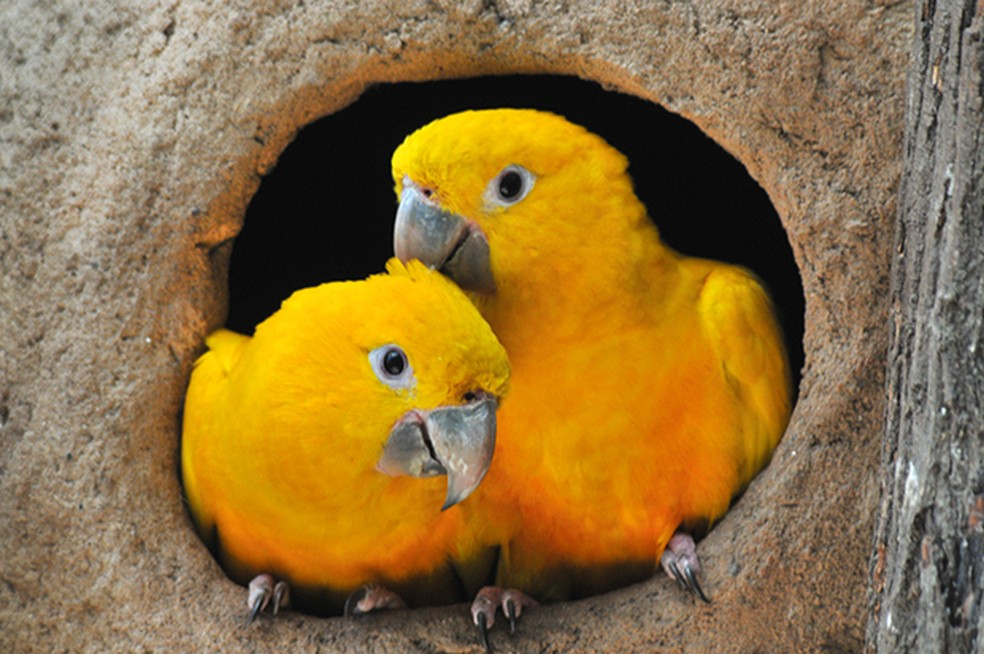
Casal de papagaios amarelos

A formação de um casal é também um traço comportamental que pode ser facilmente visto em condições laboratoriais em que, por exemplo, testa a preferência/padrão de parceiro, testado por Williams et al. em 1992. Diferentes espécies de rato têm sido usadas em estudos comparativos dos mecanismos para a formação de pares o que mostra uma diferença interespecífica em termos de vinculo social (se reflete na formação dos pares) apesar de sua aproximação filogenética.
Em humanos descobriram que a serotonina decai quando um indivíduo é isolado ou tem sentimentos de isolação social. Logo, a serotonina está relacionada a confidencia social.

## As sociedades
A maior parte dos animais que organizam em sociedade são insetos. Não se conhece formas de vida sociais em oceanos, apenas em terra firme. Na maturidade cada colônia possui de 10 a 20 milhões de membros. Isso, é claro, varia de acordo com as espécies. A maioria dos integrantes do grupo é fêmea, elas trabalham e cuidam dos machos por curtos períodos, principalmente em épocas de acasalamento. Os machos não trabalham, em algumas espécies, após o período de reprodução eles são expelidos ou mortos por suas irmãs operárias.
Para a identificação dos membros do grupo, os insetos utilizam receptores em suas antenas que "cheiram" alguns compostos presentes nos animais. Compostos diferentes são utilizados para diferenciar castas, estágios de vida e idades dos seus companheiros de ninho.

## Abelhas

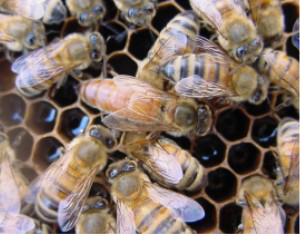
Abelha rainha em meio a várias operárias

As abelhas que vivem em sociedade possuem 3 divisões principais que são chamadas também de castas. Os indivíduos da colmeia são divididos como sendo Rainha (fêmea), zangão (macho) ou operárias(estéreis) e cada um desempenha uma função específica. A rainha é responsável por botar ovos e manter a estabilidade da colônia. Os zangões tem como função acasalar com a rainha e, as operárias, são responsáveis pela maior parte das tarefas que vão desde alimentação da colônia à criação dos jovens.
As células da colmeia, também conhecidos como favos, são construídas em diferentes tamanhos, as menores para os trabalhadores e as maiores para as rainhas. Cada Célula receberá um ovo da rainha. Logo após emergir do ovo as larvas que desenvolveram-se em rainhas vão se acasalar com vários machos. Isso é importante para que o a animal armazene esperma (com células sexuais masculinas) para vários anos, durante toda sua vida. A rainha bota cerca de 1500 ovos por dia durante a primavera e verão.

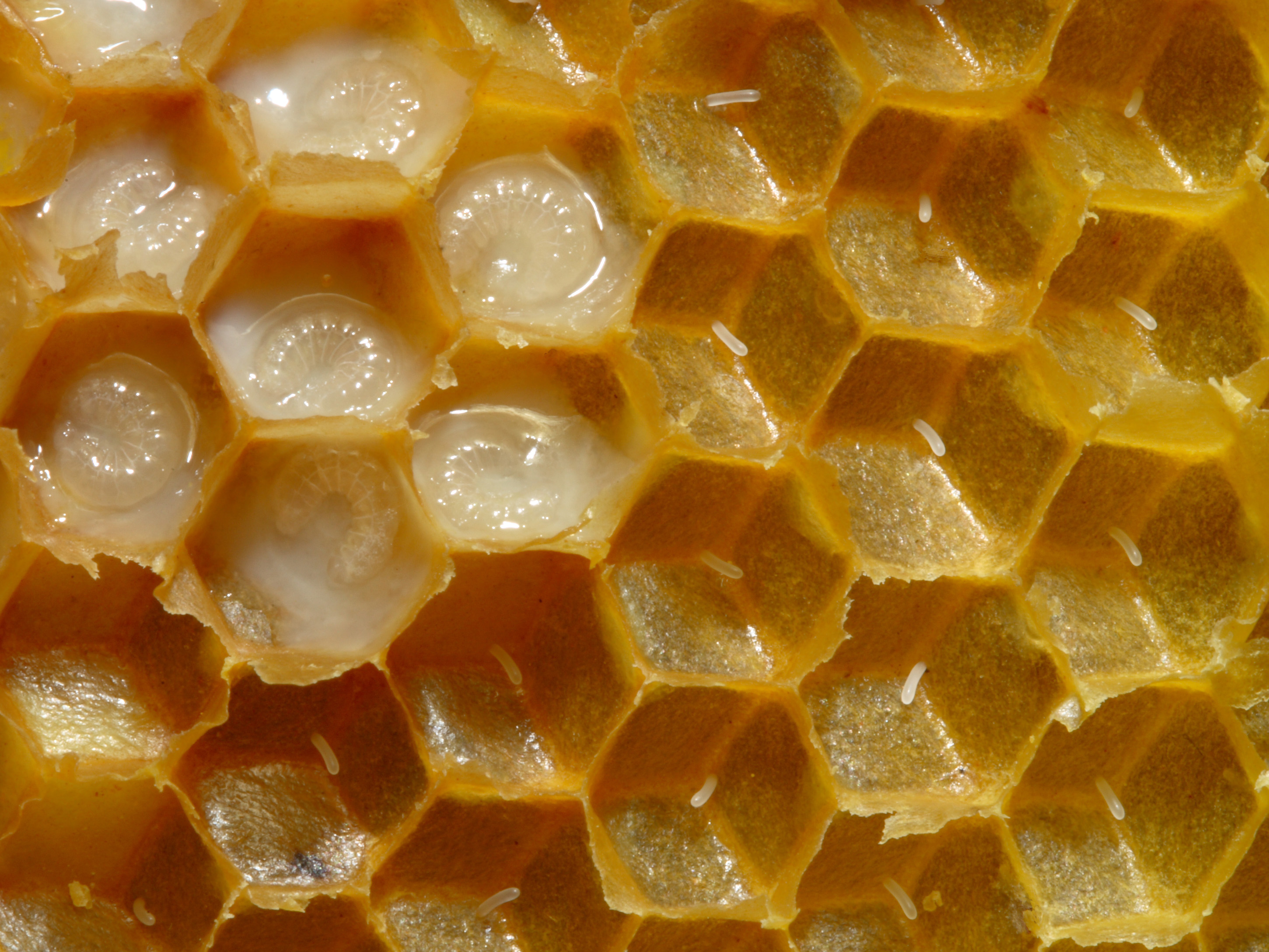
Células da colmeia com larvas em desenvolvimento.

As castas são definidas durante a postura dos ovos. Para que uma abelha se torne uma abelha operária ou rainha, a rainha fertiliza seus ovos com o esperma armazenado. O que vai definir se um ovo fertilizado se tornará rainha ou operário é o tipo de alimento que as larvas vão consumir. Nos primeiros dias de vida, larvas que forem alimentadas com uma substância, secretada por operarias, composta por pólen e mel, darão origem à operárias. Aquelas que se alimentarem de geleia real se tornarão rainhas. Ovos deixados na colmeia sem fertilização se transformam em machos, isso porque as abelhas são também animais partenogênicos. Uma nova rainha só nasce quando novas rainhas são necessárias ou quando uma rainha velha precisa ser substituída. O principal motivo dessa regulação é que se houverem muitas progenitoras haverá uma superpopulação na colmeia já que elas botam uma grande quantidade de ovos por vez. As operárias modificam a alimentação das larvas quando sentem falta da rainha. retirando a abelha rainha, ou mantendo-a isolada em um compartimento da colmeia, para que as abelhas sejam incentivadas a produzir novas abelhas rainhas. Três dias após esse processo, as abelhas se sentindo sem ‘mãe’ produzem realeiras naturais, modificando a alimentação de larvas de células em que iriam nascer abelhas operárias. Essas larvas são alimentadas com grande quantidade de geleia real, em que no terceiro dia, após a ‘orfanação’ da colmeia, atinge o máximo de acúmulo dentro das cúpulas.
Se após o desenvolvimento completo das larvas a colmeia ficar superlotada, a abelha rainha mais velha deixará o grupo com um exército de operárias e dará inicio a uma nova colônia em outro lugar, deixando a antiga para as novas rainhas. Se ela ficar, será atacada pelas filhas. Uma colmeia só pode ter uma rainha.

## Formigas

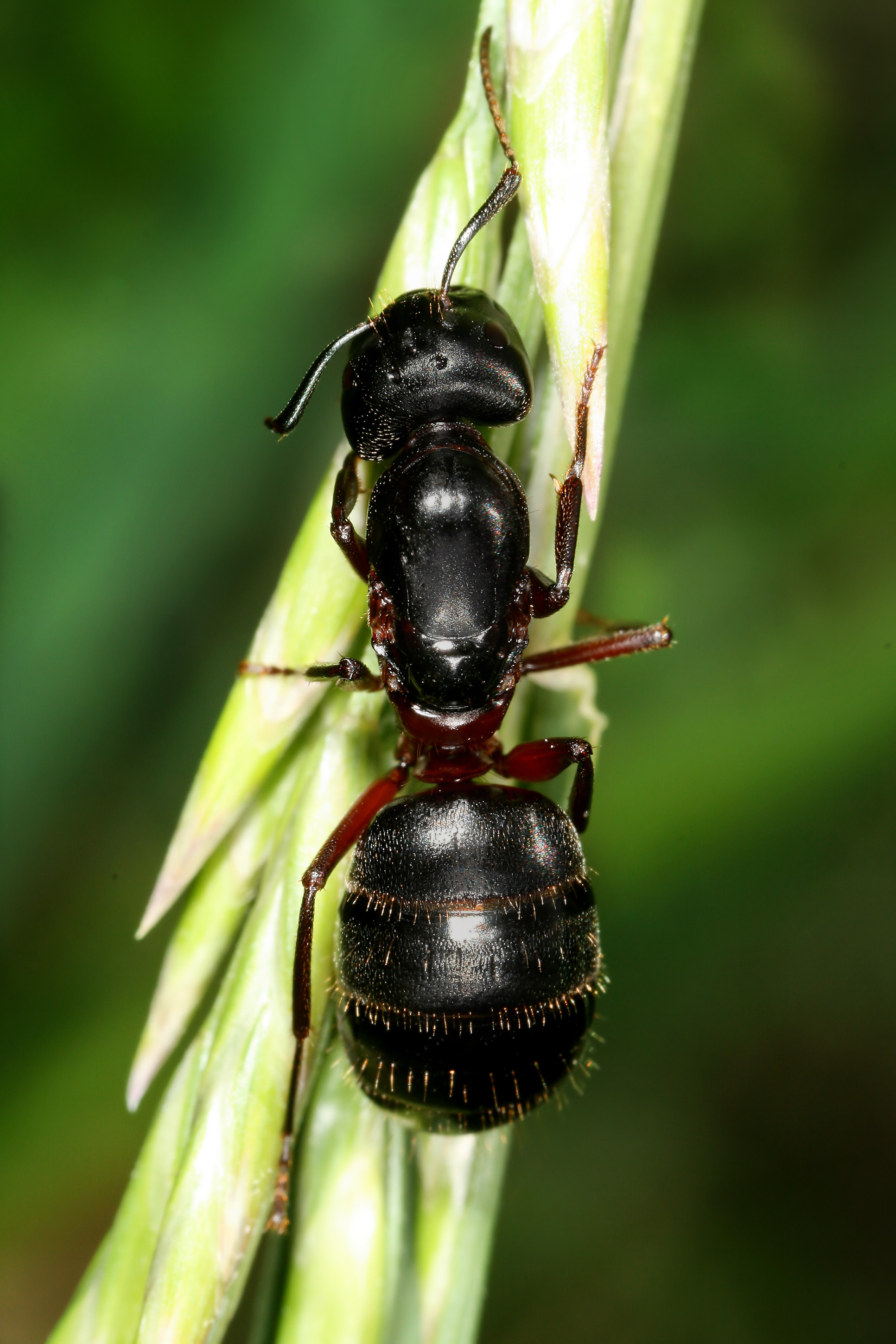
Morfologia corporal da formiga

As formigas constituem um extenso e diversificado grupo de organismos terrestres. Estão presentes em quase todos os ecossistemas, exceto em regiões polares, em algumas ilhas oceânicas e em grandes altitudes. Elas possuem papel relevante em muitas comunidades, exibindo perfis detritívoros, granívoros e herbívoros, além de serem predadores de diversos artrópodes, muitos deles pragas agrícolas. Contribuem para o reflorestamento e equilíbrio de ecossistemas por realizarem diversas atividades, dentre elas a dispersão e promoção da germinação de sementes, estimulação do crescimento vegetativo de algumas plantas por meio de podas constantes, aeração e aumento da fertilidade do solo pela incorporação de matéria orgânica. As formigas apresentam, anatomicamente, três pares de pernas, um par de olhos compostos, um par de antenas e um par de mandíbulas, que compõe o aparelho bucal mastigador, essencial para seus hábitos de alimentação. São insetos holometábolos, ou seja, apresentam metamorfose completa, apresentando os estágios de ovo, larva, pupa e adulto.
Integrantes do filo Arthropoda e da ordem Hymenoptera, mesma das vespas e abelhas, as formigas têm sucesso ecológico de milhões de anos, o que decorre do fato de terem sido o primeiro grupo predador social a explorar o solo e a vegetação. Esse comportamento social tem intuito de promover a ordem e o bom desempenho laboral do formigueiro. Dessa forma, executam atividades estruturais e funcionais com alto padrão de sofisticação dentro da colônia por meio de ações coletivas e relações de cooperação.

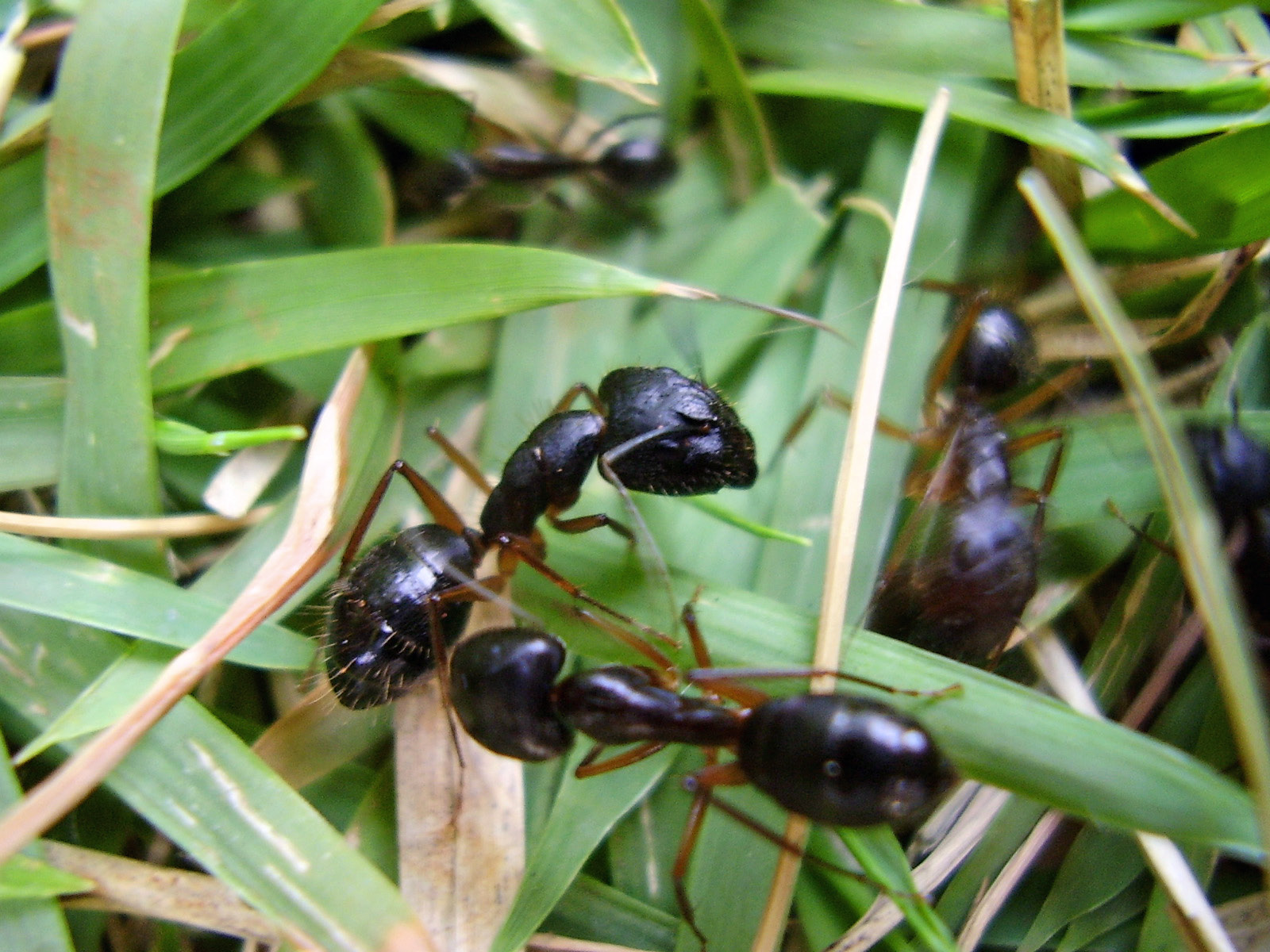
Trabalho em equipe de formigas.

Tais relações sociais são bem determinadas e podem ser observadas nas práticas primordiais dentro do formigueiro, como a alimentação, que ocorre por meio de formas mútuas de ajuda entre os indivíduos. Ao sair para procurar alimentos, as primeiras formigas fazem uma busca de maneira aleatória até a fonte de comida, porém, para otimizar o trabalho das demais, liberam feromônios – substância biologicamente ativa – com o objetivo de demarcar as trilhas e direcionar os demais para o caminho certo. Além disso, possuem um refinado padrão de divisão de tarefas: enquanto uma equipe busca alimentos, outra os recebem e um terceiro grupo repassa a comida para as larvas em desenvolvimento.
A sociedade formada nos formigueiros é divida em castas, que se referem ao papel desempenhado por cada perfil de formigas com objetivo de aperfeiçoar o trabalho do grupo. As castas são separadas por:
Rainha – Cada colônia pode ter uma única ou mais rainhas, sendo chamadas de monogínica ou poligínica. As rainhas são fêmeas reprodutivamente férteis, promovem a fundação da colônia e a postura de ovos, apresentando o abdômen bem desenvolvido.
Operárias: Fêmeas estéreis. Desempenham diversas funções dentro da colônia, como: escavação e limpeza do ninho, forrageamento, alimentação e limpeza das larvas e da rainha.
Soldados: Indivíduos maiores que as demais operárias, com mandíbulas mais desenvolvidas e cabeça grande, responsáveis pela defesa da colônia.
Machos: Indivíduos alados que surgem na colônia na época da reprodução, permanecem no ninho até o voo nupcial, quando procuram uma fêmea reprodutiva. Após isso, eles morrem, mesmo que não tenham copulado.
O fator determinante para a larva fêmea se tornar rainha ou operária, provém da quantidade e qualidade do alimento disponibilizado nesta fase.
A colônia, dessa maneira, pode ser considerada como um superorganismo, onde os indivíduos ocupam os lugares de células, com grande variedade de mecanismos intraespecíficos de reconhecimento e comunicação química. Assim, por meio da divisão de tarefas e da existência de castas morfológicas, comportamentais e fisiológicas, as formigas promovem diferenciação e combinação da divisão de trabalho, favorecendo o maior sucesso dos indivíduos componentes da vivência social.

## Cupins

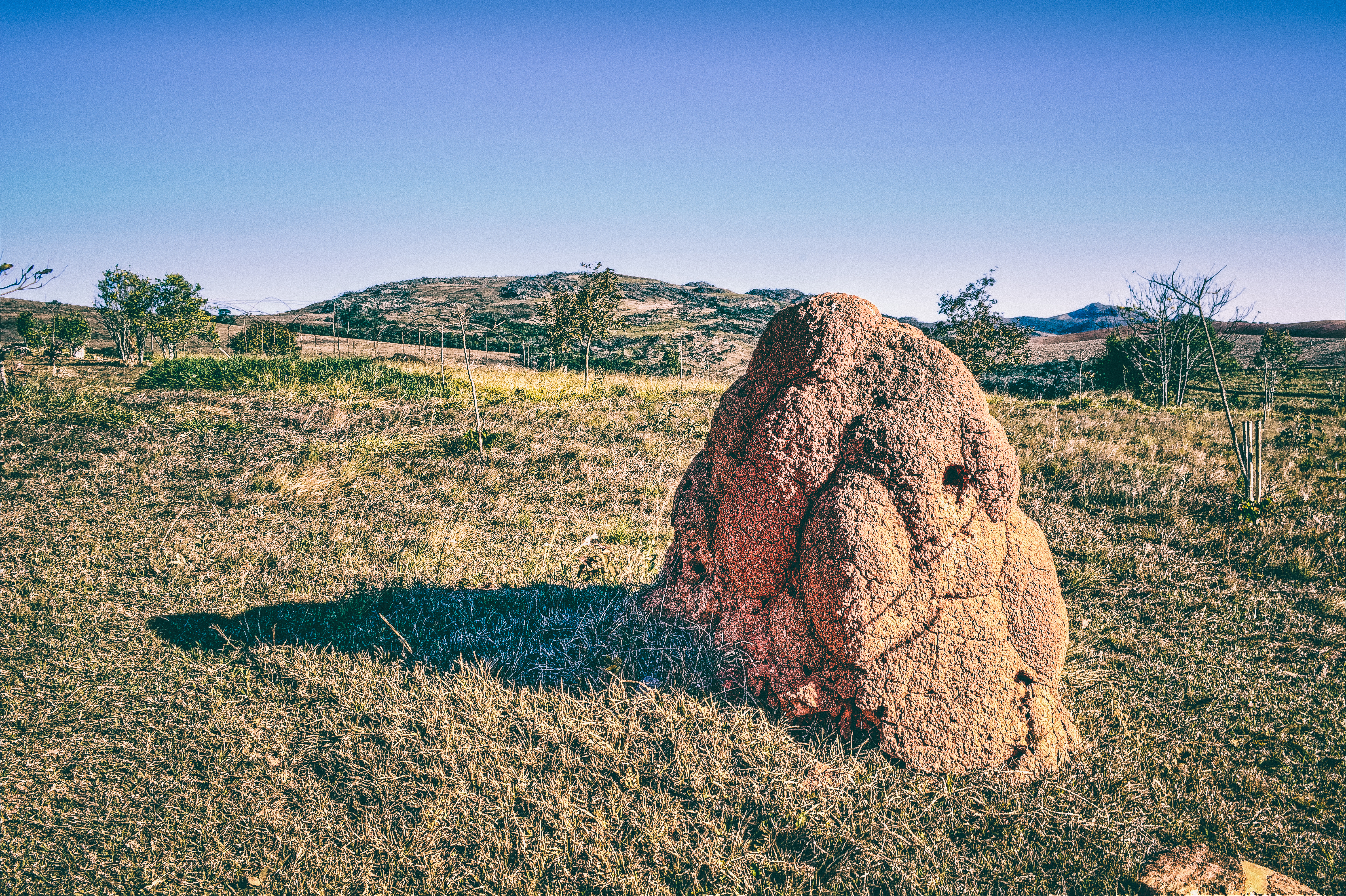
Cupinzeiro, ninho dos cupins. Feito basicamente por um aglomerado de terra bastante dura por ação da saliva dos cupins.

Os cupins são animais tropicais e vivem na África, Ásia, América e Austrália. Tem tamanho pequeno, as patas minúsculas são finas, assim como as curtas antenas da cabeça (grande em comparação ao tamanho do corpo). Seu comprimento total é no máximo 2,5 cm e pode medir menos de 5,5 mm. Alguns são claros, com a cabeça e as mandíbulas marrom-avermelhadas e, apesar de serem muitas vezes confundidos com formigas, filogeneticamente eles são mais aparentados com as baratas. Podem também ser chamados de termitas, e o seu ninho, cupinzeiro ou termiteiro.
Assim como as abelhas, formigas e vespas, o cupim é um animal social. As castas são definidas com base na função que cada indivíduo desempenha como por exemplo: buscar alimento, reproduzir, defender o ninho, etc..
A especialização faz com que os indivíduos de uma colônia tenham morfologias diferentes, relacionadas com as funções que irão desempenhar. Um indivíduo especializado desempenha apenas um tipo de tarefa, fazendo com que exista uma completa interdependência entre os indivíduos de diferentes funções para a sobrevivência da colônia.
Basicamente a sociedade dos cupins é dividida em três grupos: Operários, Soldados e Reprodutores.
Os operários fazem parte da casta mais numerosa da colônia. Os cupins operários não tem asas, são cegos e não apresentam estruturas reprodutoras desenvolvidas, ou seja, são estéreis. Dentre as funções dos operários estão: coleta dos alimentos, nutrição dos demais membros da colônia, cuidar dos jovens e ovos e construir os ninhos e galerias.
Os Soldados na maioria das espécies possuem suas mandíbulas fortes e desenvolvidas. Assim como os operários, não possuem asas e também são estéreis e cegos. Como o próprio nome sugere, são responsáveis pela defesa da colônia, que pode ser feita por meio de sua poderosa mandíbula ou ainda através de substâncias irritantes que são expelidas por uma glândula situada na cabeça do soldado de algumas espécies. Como são os indivíduos mais diferenciados na colônia, os soldados geralmente são utilizados para a identificação da espécie.
Os Reprodutores se tornarão reis ou rainhas de futuras colônias. Há reprodutores com asas, denominados alados ou imagos, que, ao contrário dos soldados e dos operários, possuem olhos, asas e órgãos reprodutores bem desenvolvidos. Sua função é gerar novos indivíduos para a colônia. Esses reprodutores alados são popularmente conhecidos como “aleluias” ou “siriris” e saem em revoadas em períodos quentes e quando a umidade do ar está alta. Em algumas espécies, as rainhas podem viver por vários anos, em algumas espécies, até quinze. Quando os reis e rainhas morrem, são substituídos por outros reprodutores. Dessa forma, uma colônia pode durar muito tempo. Ao contrário da rainha do formigueiro, que se acasala uma vez só, e nunca mais vê o companheiro, a rainha dos cupins vive com o rei e põe aproximadamente 84 mil ovos por dia. Quando nascem, os cupins já se apresentam com a mesma forma do inseto adulto e o crescimento se dá por sucessivas trocas do exoesqueleto.

## Vespas

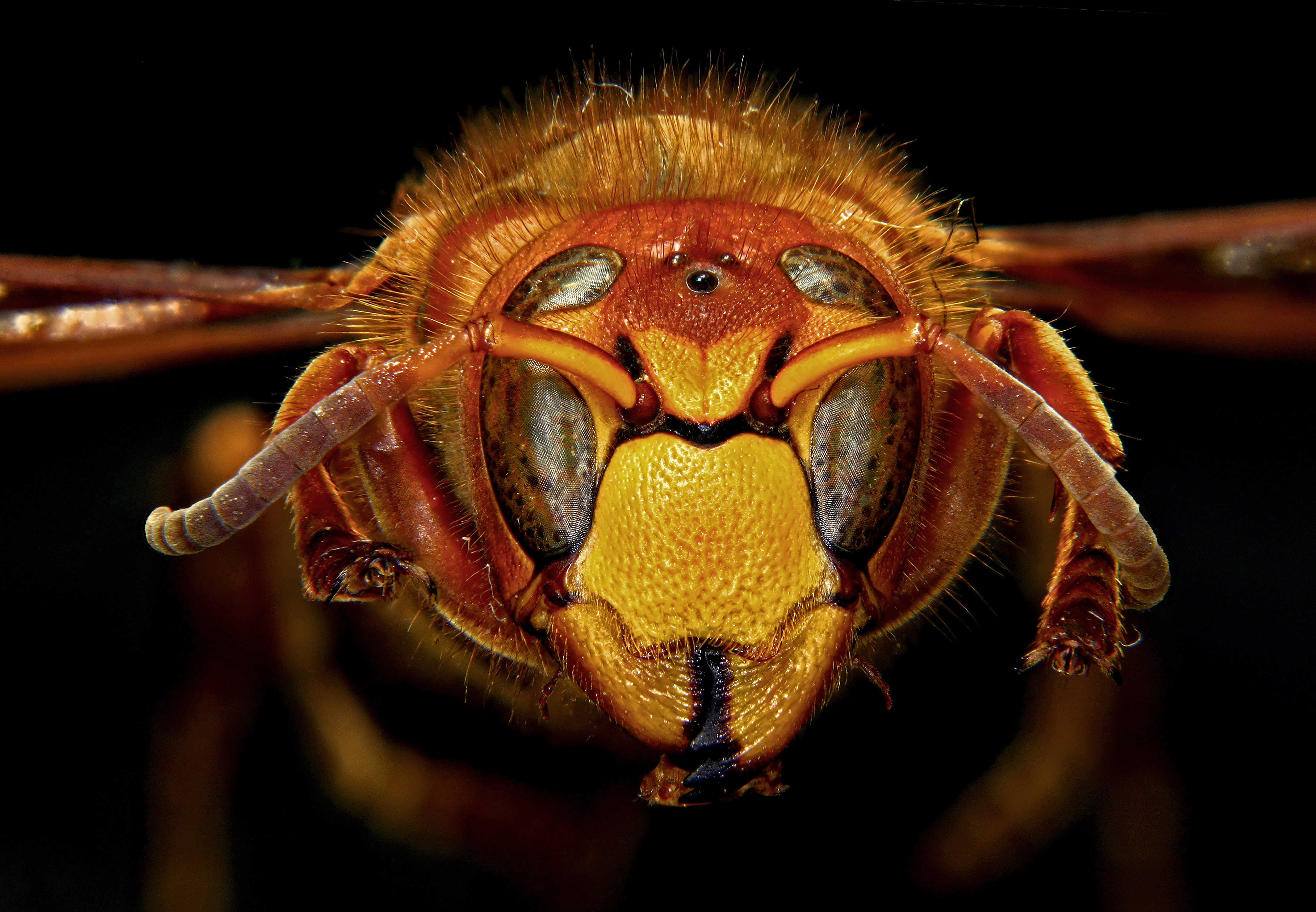
Vespas da ordem Hymenoptera

As vespas são insetos pertencentes à ordem Hymenoptera, juntamente com as abelhas e formigas, as quais possuem o ovipositor modificado em ferrão. O estudo do comportamento em vespas é importante porque elas fazem parte de um grupo que abrange desde espécies solitárias até grupos que culminam na divisão entre as castas. Estudos sobre a fase de fundação de colônias de Polistes indicam que elas podem ser iniciadas por uma fêmea (haplometrose), ou por um grupo de fundadoras associadas (pleometrose). Além disso, há uma divisão de trabalho entre as fêmeas que fundam uma nova colônia, na qual a rainha além de ovipositar a maioria dos ovos, domina as demais por meio de ataques agressivos, ficando maior tempo no ninho e iniciando a maioria ou todas as células. Segundo West-Eberhard (1969), espécies desse gênero têm a diferenciação de castas de acordo com as relações de dominância existentes quando as fêmeas são jovens. Contudo, Gadagkar (1991) afirma que em vespas eussociais menos derivadas, como é o caso de Polistes, as castas são determinadas somente na fase adulta, pois as operárias não perdem a capacidade de reprodução direta, tanto que podem substituir a rainha após sua morte ou mesmo abandonar seu ninho parental e fundar sua própria colônia.
As rainhas são identificadas pela sua agressividade e dominância com outras fêmeas, exibindo-se de forma ameaçadora e fazendo com que as demais fêmeas as evitem ou se aproximem lentamente. Esta interação de domínio-submissão é uma das principais causas da divisão de trabalho reprodutivo estabelecida em colônias de Polistes, gerando uma hierarquia de domínio linear..
Vespas sociáveis

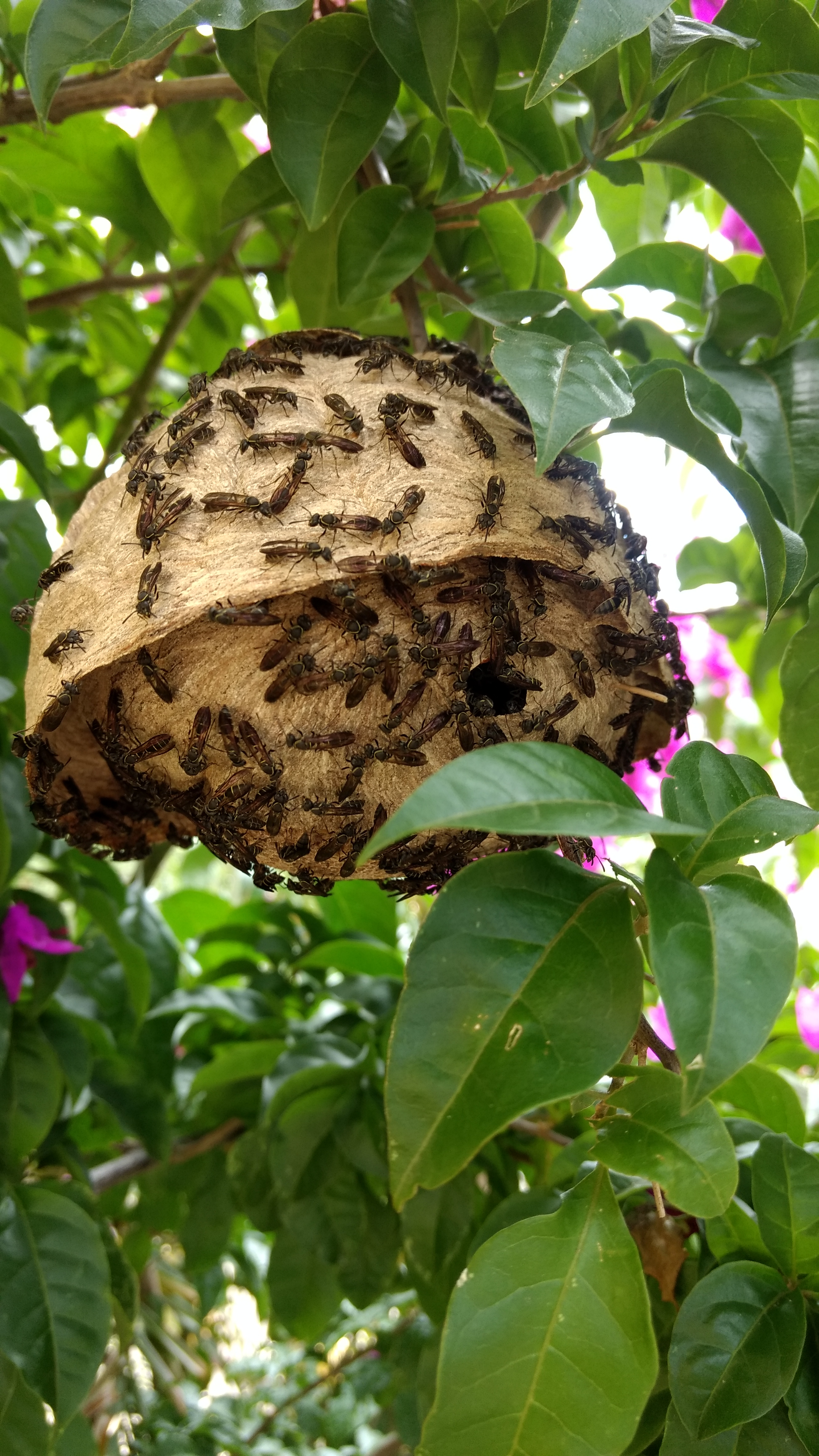
Vespas sociáveis.

Algumas vespas vivem em colônias, que são estruturadas de modo parecido com as colônias de abelhas, com uma rainha ou fundadora, operárias estéreis e machos sem ferrão. O comportamento social desses insetos pode ter se desenvolvido a partir do cuidado maternal fornecido por vespas solitárias. Os genes relacionados ao comportamento das vespas operárias são bastante semelhantes aos genes observados nas rainhas.
Vespas solitárias
As espécies solitárias não passam seu tempo junto de outras vespas, por isso elas se encontram apenas para se reproduzir. Um exemplo de vespa solitária é a vespa-cavadora. As fêmeas dessa espécie constroem ninhos para abrigar sua cria, mas não vivem neles. Muitas vezes, aranhas e insetos paralisados são colocados dentro do ninho para alimentar os filhotes à medida que eles se desenvolvem.
Vespas parasitárias
Muitas espécies de vespa são parasitas. Essas criaturas buscam insetos hospedeiros específicos, usando órgãos sensitivos em seus ovipositores e suas antenas. A maioria dos tipos de vespas parasitas ataca apenas uma ou duas espécies. Assim que a fêmea encontra o hospedeiro certo, ela põe ovos em seu corpo. As larvas de vespa se alimentam do hospedeiro, e mais tarde, voam livremente na idade adulta.
Alimentação
Ao contrário das abelhas, as vespas não costumam consumir néctar ou pólen. Em vez disso, a maioria das vespas são carnívoras e alimentam-se de insetos e carniça. Algumas também consomem frutas caídas e outros alimentos açucarados. Esses hábitos, além do fato de serem atraídas por lixo, tornam as vespas uma praga comum em refeições ao ar livre. Outras se alimentam de plantas, criando galhas, ou seja, inchaços no caule ou nas folhas das plantas.
A atividade forrageadora é mais significativa para as fêmeas subordinada.

## Seleção natural, ecologia e comportamento
O estudo sobre comportamento lida com questões funcionais sobre o indivíduo, especialmente como um padrão comportamental particular contribui para as chances de sobrevivência de um animal e para o seu sucesso reprodutivo. Diferenças de comportamento podem resultar em diferenças nos genes, e a seleção natural irá favorecer os genes que melhor promovam as chances de um indivíduo passar tais genes para futuras gerações. Indivíduos podem se comportar de modo a favorecer seus próprios interesses ou em favor do bem da espécie ou grupos. As condições ecológicas irão determinar que padrões comportamentais serão favorecidos durante a evolução.

## Competição intraespecífica por recursos
Quando numa população os indivíduos de dada espécie dispõem de poucos recursos disponíveis, acontece a competição intraespecífica. Na busca por alimento alguns indivíduos obtêm os recursos necessários, enquanto outros não conseguem e acabam morrendo ou sendo expulsos do grupo. Geralmente são os mais jovens que sofrem essa pressão, ou ainda os mais doentes e debilitados.

## Relação interespecífica

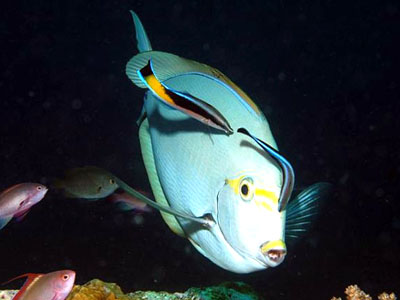
Peixes bodião-limpadores se alimentando do muco produzido na superfície da pele de um peixe de recife

Em um contexto cooperativo entre indivíduos, às vezes, ocorre de se escolher um baixo retorno imediato para manter um benefício futuro. E isto não ocorre somente com grupos da mesma espécie, podendo ocorrer interações e cooperações entre indivíduos de espécies diferentes como no mutualismo. Um exemplo de mutualismo facultativo, que foi uma pesquisa realizada por Grutter e Bshary em 2003, é o peixe bodião-limpador (Labroides dimidiatus) que preferem se alimentar e interagir com um peixe de recife para comer o musgo produzido por este, porém se fizer isso ele perde possíveis ganhos futuros pois os “clientes” não produzem esse musgo rapidamente. Logo, eles são forçados a se alimentar de ectoparasitas como gnatiídeos para ganhar recompensas futuras com maiores interações com os peixes de recife.

## Cuidado parental
As diferenças no cuidado parental e nos sistemas de acasalamento entre espécies podem ser correlacionadas com diferenças nas restrições fisiológicas e na ecologia. Em várias espécies de animais há indivíduos que não se reproduzem, mas ajudam os outros a criar os filhotes, na maioria das vezes, os ajudantes são parentes próximos daqueles que recebem a ajuda. A ajuda a parentes próximos é uma maneira de conseguir representatividade genética na próxima geração.